# Вестерман, Хайко
Хайко Вестерман (нем. Heiko Westermann; 14 августа 1983, Альценау, Бавария, ФРГ) — немецкий футболист, завершивший игровую карьеру, выступал на позиции защитника. Вице-чемпион Европы 2008 года в составе сборной Германии.

## Клубная карьера

### «Гройтер Фюрт»
Вестерман начал свою карьеру в клубе Второй Бундеслиги «Гройтер Фюрт». Он присоединился к основному составу в июле 2002 года, но впервые вышел на поле только 26 января 2003 года в победном для команды матче (1:0) против «Дуйсбурга». Всего Хайко провёл за клуб 92 матча за три сезона и забил в ворота соперника 5 мячей.

### «Арминия»
В сезоне 2004/05 Вестерман перешёл в клуб «Арминия». В первом сезоне он выходил на поле в каждом матче, который проводила команда, включая 34 игры лиги и 5 игр кубка. В следующем сезоне Хайко также был игроком основного состава клуба из Билефельда, пропустив за сезон всего одну игру.

### «Шальке 04»
Вестерман перешёл в клуб «Шальке 04» в 2007 году. Сумма трансфера составила 2,8 миллиона евро. Он сыграл свою первую игру за «Шальке» 24 июля в кубке лиги против клуба «Нюрнберг», где Хайко забил один гол. Пропустив первые две игры чемпионата из-за травмы, Вестерман вышел в матче третьего тура против «Вольфсбурга» 26 августа 2007 года, заменив на 79 минуте Рафинью. В остальных 31 матчах лиги Хайко выходил на поле в стартовом составе. Он также помог клубу в лигочемпионской кампании, являясь единственным игроком команды, который провёл все матчи с первой и по последнюю минуту в Лиге чемпионов.
В сезоне 2008/09 новый тренер команды Фред Рюттен, с его атакующим видением игры, перевёл Вестермана в центр поля. Тот сезон стал самым успешным для Вестермана, с точки зрения количества забитых голов. Он забивал дважды в ворота «Ганновера» в кубке (2:0), а также решающие мячи в матчах с «Вердером» и «Бохумом» в чемпионате.

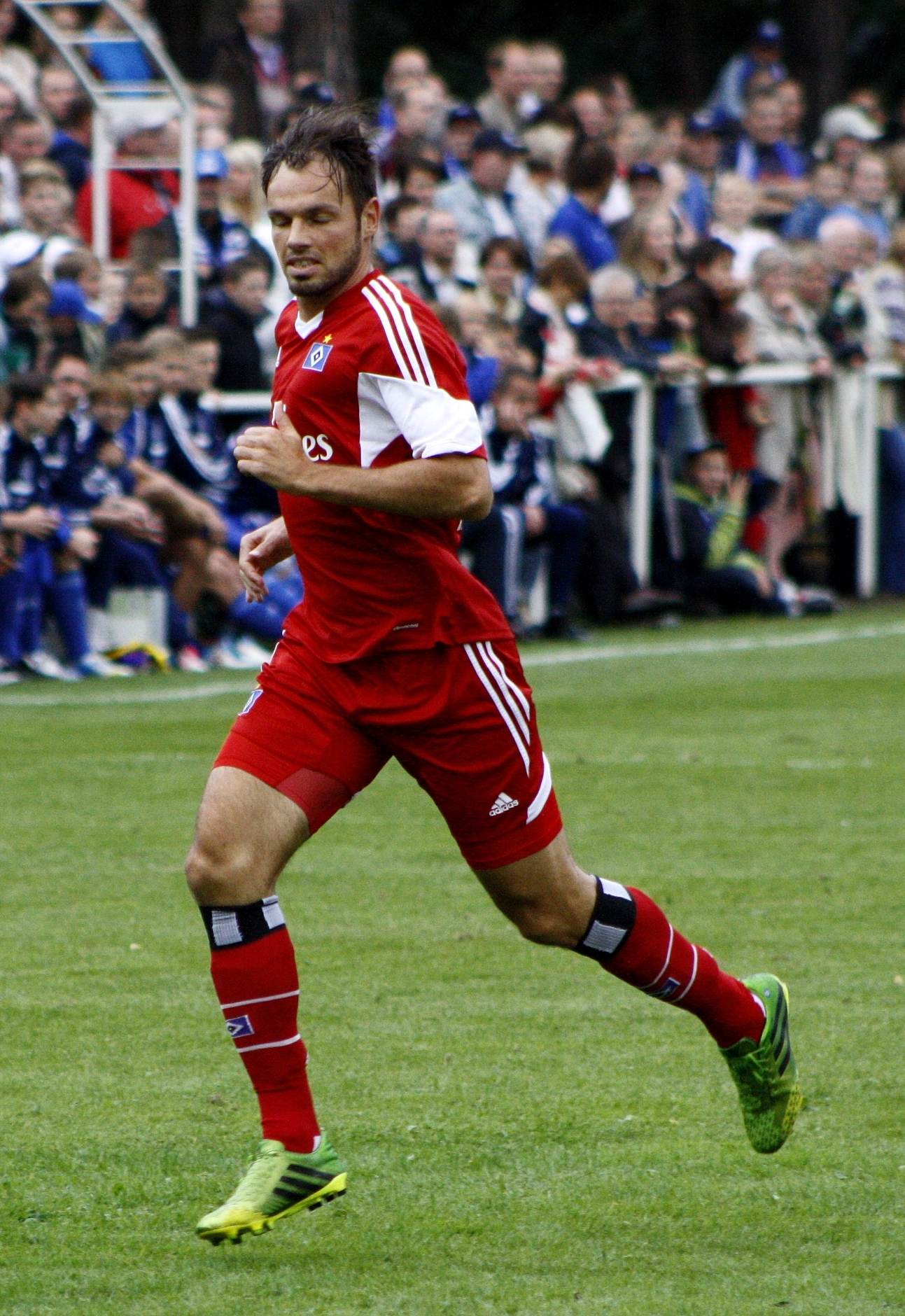
Хайко Вестерман (2013)

### «Гамбург»
В июле 2010 года Вестерман дал согласие на переход в «Гамбург». Ориентировочная сумма трансфера составила 7,5 миллионов евро. Несмотря на то, что Хайко только появился в команде, главный тренер Армин Фе назначил его новым капитаном команды. 9 апреля 2013 года, на фоне ряда плохих результатов команды, включая проигрыш со счётом 9:2 от «Баварии», новым капитаном команды, с целью поддержки игрока, стал Рафаэл ван дер Варт.
25 июня 2015 года руководство клуба объявило, что контракт с Вестерманом не будет продлён на сезон 2015/16.

### «Бетис»
6 августа 2015 года Вестерман подписал двухлетний контракт с только что вышедшим в Ла лигу клубом «Бетис». 12 сентября Хайко дебютировал в чемпионате в матче против клуба «Реал Сосьедад», а 4 октября он забил свой первый гол за команду в ворота «Райо Вальекано». Свою первую в карьере красную карточку Вестерман получил 28 ноября 2015 года в матче против клуба «Леванте».

### «Аякс»
Перед началом сезона 2016/17 Вестерман оказался не нужен в команде новому главному тренеру «Бетиса» Густаво Пойету, и 14 июля 2016 года Хайко подписал двухлетнее соглашение с командой Эредивизи «Аяксом».

### «Аустрия» Вена
Вскоре после того, как контракт Вестермана с «Аяксом» был расторгнут, Хайко подписывает двухлетний контракт до 2019 года с австрийским клубом «Аустрия Вена».

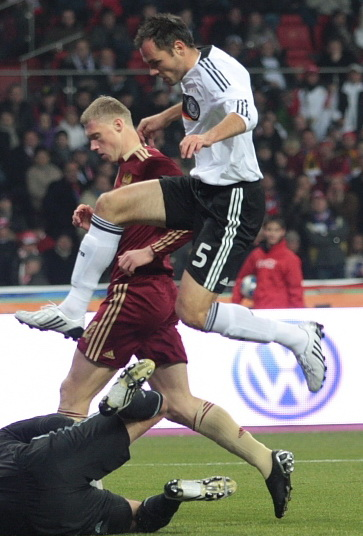
Вестерман в сборной Германии (2009)

## Карьера в сборной
31 января 2008 года Вестерман был впервые вызван главным тренером Йоахимом Лёвом в сборную Германии, для участия в товарищеском матче против Австрии. Германия выиграла матч со счётом 3:0, а Вестерман вышел в стартовом составе и отыграл все 90 минут. Хайко Вестерман является серебряным призёром Евро 2008 в составе сборной. Вестерман был вынужден пропустить чемпионат мира 2010 года в ЮАР из-за травмы стопы. С 2008 года он уже 27 раз выходил на поле в футболке сборной Германии и забил за неё 4 гола.

### Голы за сборную
| Гол | Дата            | Место                                | Соперник          | Счёт стал | Итоговый счёт | Соревнование       |
| --- | --------------- | ------------------------------------ | ----------------- | --------- | ------------- | ------------------ |
| 1.  | 6 сентября 2008 | Райнпарк, Вадуц, Лихтенштейн         | Флаг Лихтенштейна | 6-0       | 6-0           | отбор на ЧМ 2010   |
| 2.  | 2 июня 2009     | Шейх Зайед, Абу-Даби, ОАЭ            | Флаг ОАЭ          | 1-0       | 7-2           | Товарищеский матч  |
| 3.  | 7 сентября 2010 | Рейн Энерги, Кёльн, Германия         | Флаг Азербайджана | 1-0       | 6-1           | отбор на Евро 2012 |
| 4.  | 2 июня 2013     | РФК Мемориал Стэдиум, Вашингтон, США | Флаг США          | 1-2       | 3-4           | Товарищеский матч  |

## Клубная статистика за карьеру
| Клуб             | Сезон            | Лига                   | Лига | Лига | Кубок        | Кубок        | Еврокубки | Еврокубки | Другие | Другие | Итого | Итого |
| Клуб             | Сезон            | Дивизион               | Игры | Голы | Игры         | Голы         | Игры      | Голы      | Игры   | Голы   | Игры  | Голы  |
| Германия         | Германия         | Германия               | Лига | Лига | Кубок        | Кубок        | Еврокубки | Еврокубки | Другие | Другие | Всего | Всего |
| ---------------- | ---------------- | ---------------------- | ---- | ---- | ------------ | ------------ | --------- | --------- | ------ | ------ | ----- | ----- |
| Гройтер Фюрт     | 2002/03          | Вторая Бундеслига      | 16   | 0    | —            | —            | —         | —         | —      | —      | 16    | 0     |
| Гройтер Фюрт     | 2003/04          | Вторая Бундеслига      | 34   | 0    | 4            | 1            | —         | —         | —      | —      | 38    | 1     |
| Гройтер Фюрт     | 2004/05          | Вторая Бундеслига      | 33   | 2    | 2            | 1            | —         | —         | —      | —      | 35    | 3     |
| Гройтер Фюрт     | Итого            | Итого                  | 83   | 2    | 6            | 2            | 0         | 0         | 0      | 0      | 89    | 4     |
| Арминия          | 2005/06          | Бундеслига             | 34   | 2    | 5            | 0            | —         | —         | —      | —      | 39    | 2     |
| Арминия          | 2006/07          | Бундеслига             | 33   | 3    | 1            | 0            | —         | —         | —      | —      | 34    | 3     |
| Арминия          | Итого            | Итого                  | 67   | 5    | 6            | 0            | 0         | 0         | 0      | 0      | 73    | 5     |
| Шальке 04        | 2007/08          | Бундеслига             | 32   | 4    | 3            | 1            | 10        | 0         | 2      | 1      | 47    | 6     |
| Шальке 04        | 2008/09          | Бундеслига             | 33   | 6    | 4            | 2            | 8         | 1         | —      | —      | 45    | 9     |
| Шальке 04        | 2009/10          | Бундеслига             | 27   | 2    | 4            | 1            | —         | —         | —      | —      | 31    | 3     |
| Шальке 04        | Итого            | Итого                  | 92   | 12   | 11           | 4            | 18        | 1         | 2      | 1      | 123   | 18    |
| Гамбург          | 2010/11          | Бундеслига             | 34   | 2    | 2            | 0            | —         | —         | —      | —      | 36    | 2     |
| Гамбург          | 2011/12          | Бундеслига             | 33   | 1    | 3            | 1            | —         | —         | —      | —      | 36    | 2     |
| Гамбург          | 2012/13          | Бундеслига             | 34   | 3    | 1            | 0            | —         | —         | —      | —      | 35    | 3     |
| Гамбург          | 2013/14          | Бундеслига             | 30   | 3    | 3            | 0            | —         | —         | 2      | 0      | 35    | 3     |
| Гамбург          | 2014/15          | Бундеслига             | 28   | 0    | 2            | 1            | —         | —         | 1      | 0      | 31    | 1     |
| Гамбург          | Итого            | Итого                  | 159  | 9    | 11           | 2            | 0         | 0         | 3      | 0      | 173   | 11    |
| Испания          | Испания          | Испания                | Лига | Лига | Кубок короля | Кубок короля | Еврокубки | Еврокубки | Другие | Другие | Итого | Итого |
| Реал Бетис       | 2015/16          | Ла Лига                | 20   | 1    | 0            | 0            | —         | —         | —      | —      | 20    | 1     |
| Реал Бетис       | Итого            | Итого                  | 20   | 1    | 0            | 0            | 0         | 0         | 0      | 0      | 20    | 1     |
| Нидерланды       | Нидерланды       | Нидерланды             | Лига | Лига | Кубок        | Кубок        | Еврокубки | Еврокубки | Другие | Другие | Итого | Итого |
| Аякс             | 2016/17          | Эредивизи              | 4    | 0    | 1            | 0            | 3         | 0         | —      | —      | 8     | 0     |
| Йонг Аякс        | 2016/17          | Эрстедивизи            | 4    | 0    | 0            | 0            | 0         | 0         | —      | —      | 4     | 0     |
| Йонг Аякс        | Итого            | Итого                  | 8    | 0    | 1            | 0            | 3         | 0         | 0      | 0      | 12    | 0     |
| Австрия          | Австрия          | Австрия                | Лига | Лига | Кубок        | Кубок        | Еврокубки | Еврокубки | Другие | Другие | Итого | Итого |
| Аустрия Вена     | 2017/18          | Австрийская Бундеслига | 10   | 0    | 2            | 0            | 7         | 0         | —      | —      | 19    | 0     |
| Аустрия Вена     | Итого            | Итого                  | 10   | 0    | 2            | 0            | 7         | 0         | 0      | 0      | 19    | 0     |
| Итого за карьеру | Итого за карьеру | Итого за карьеру       | 439  | 29   | 37           | 8            | 28        | 1         | 5      | 1      | 509   | 39    |

1. ↑  Выступления в Кубке лиги
2. 1 2  Выступления в стыковых матчах

## Личная жизнь
Вестерман женился в июне 2007 года. Пара воспитывает двух своих дочерей Лану и Никиту.